# بخش فندقلو
بخش فندقلو یکی از بخش‌های شهرستان اهر در استان آذربایجان شرقی است. مرکز این بخش، روستای تازه‌کند است. بخش فندقلو در تاریخ ۱۳ آبان ۱۳۹۷ خورشیدی تأسیس شده است.

## تقسیمات کشوری
بخش فندقلو از دو دهستان تشکیل شده است:
- دهستان قشلاق
- دهستان نقدوز

بخش فندقلو از ۸۰ آبادی تشکیل شده است که ۱۶ آبادی خالی از سکنه و ۱۷ آبادی دارای سکنه موسمی و ۴۷ آبادی دارای سکنه دائمی هستند.

## جمعیت
بنابر سرشماری مرکز آمار ایران، جمعیت بخش فندقلو شهرستان اهر در سال ۱۳۹۵ خورشیدی، برابر با ۹٬۸۳۳ نفر بوده است.